# Макарьевская пустынь (Шенкурский район)
Макарьевская пустынь — ныне не существующая небольшая женская пустынь, находившаяся в 15 верстах (16 км) к западу от города Шенкурска, при озере Ума, иначе называемом Юмзенское, из которого вытекает река Юмзеньга, левый приток реки Ваги. Пустынь была приписана к Шенкурскому Троицкому монастырю.

## История
В 1671 году в эти места прибыл из Квалгорской общежительной пустыни старец Герман, принеся с собою образ преподобного Макария Унженского. Местность была весьма живописна. По берегу озера шла долина, защищённая со всех сторон горами; зеленеющие склоны гор покрыты хвойными лесами, которые красивой рамкой окружают всю долину с озером.
Этот старец, по грамоте патриарха Московского и всея Руси Иоасафа, построил здесь деревянную церковь во имя Воскресения Христа Спасителя с приделом во имя преподобного Макария Унженского, по имени которого и пустынь стала называться Макарьевскою.
За сто лет существования обитель ею управляло пять настоятелей: старец Герман (1671—1681), старец Давид (1681—1740), иеромонах Макарий (1740—1765), игумен Стефан (1765—1770), и игумен Ириней (1770—1779).
Вскоре после учреждения монастырских штатов, Макарьевская пустынь, как обедневшая, была обращена в 1779 году в приходскую церковь. Настоятель Иреней с иноками был переведен в Шенкурский монастырь, который на сто лет стал мужским.
22 мая 1787 году церковь сгорела от молнии, и сам Макарьевский приход, по недостатку средств к существованию и малочисленности прихожан, был упразднен и снова обращён в пустынь, с причислением к Шенкурскому монастырю.
В 1865 году при игумении Феофании началось восстановлении находящуюся в запустении к этому времени Макарьевской пустыни. Был обновлён каменный храм преподобного Макария Унженского, освящение которого состоялось накануне памяти преподобного 24 июля 1875 году. У храма было два придела в честь иконы Божией Матери Владимирской и апостолов Петра и Павла.
Тогда же был построен близ него деревянный дом с хозяйственными службами для священника. В пустыни также имелись два небольших деревянных корпуса с кельями, в которых жили послушницы монастыря, занимавшиеся полевыми работами и уходом за скотом, и скотный двор с прочими хозяйственными строениями, на котором содержалось до 20 голов рогатого скота. При Макарьевской пустыни состояло 46 гектаров земли, в том числе под лесом.
В справочнике «Православныя русскія обители», вышедшем в 1909 году, давалось такое описание обители:

В пустыни находился один храм — каменный, во имя преподобного Макария Унженского; в нём было два придела: правый в честь Владимирской иконы Божией Матери и левый во имя святых апостолов Петра и Павла. В храме хранилась древняя икона преподобного Макария Унженского, принесённая сюда ещё за несколько лет до основания пустыни старцем Германом

После изгнания интервентов и окончательного установления советской власти в апреле 1919 года по примеру Троицкого монастыря в Шенкурске было принято решение образовать в Макарьевской женской пустыни 1-ю Мартовскую трудовую сельскохозяйственную коммуну. Инструктор губисполкома Цыкарев приехал в Макарьевскую пустынь, «для принятия на учёт всего живого и мертвого инвентаря, принадлежащего этой пустыни, дабы тем сохранить находящееся там имущества от расхищения». Он же добровольно вызвался «организовать в пустыни … коммуну». Как показала проведенная через месяц проверка, из семи членов коммуны только один является работником, остальные состояли на службе в различных учреждениях, а потому «эксплуатировалась религиозность оставшихся там монахинь». Вскоре было принято решение коммуну ликвидировать, а «Макарьевскую пустынь присоединить к советскому хозяйству в г. Шенкурске».
17 июля 1923 года губисполком принял решение о закрытии Шенкурского Троицкого монастыря. Та же судьба ожидала и Макарьевкую пустынь. В 1924 году председатель уездисполкома Щеголихин составил докладную записку, что «ШенУМК своевременно данного постановления в жизнь не провел», тем временем «свившееся гнездо „Черни“ под нелегальным руководством административно-ссыльного священнослужителя протоиерея Рудинского… преподнесли новые условия уездисполкому». Была создана ликвидационная комиссия, которой были изъяты для передачи в Гохран все драгоценные металлы и камни, украшающие иконы и другие вещи, «местному УНО для музея — все исторические ценности», для передачи в Госфонд изъяты 17 медных колоколов разных размеров из церквей монастыря в Шенкурске, колокола из церкви в Уздринской пустыни и 6 колоколов — в Макарьевской пустыни. Монахини разъехались кто куда.